# 560. pr. Kr.
◄ | 7. stoljeće pr. Kr. | 6. stoljeće pr. Kr. | 5. stoljeće pr. Kr. | ►
◄ | 590-ih pr. Kr. | 580-ih pr. Kr. | 570-ih pr. Kr. | 560-ih pr. Kr. | 550-ih pr. Kr. | 540-ih pr. Kr. | 530-ih pr. Kr. | ►
◄◄ | ◄ | 563. pr. Kr. | 562. pr. Kr. | 561. pr. Kr. | 560 pr. Kr. | 559. pr. Kr. | 558. pr. Kr. | 557. pr. Kr. | ► | ►►
Astronomija

## Događaji
- Nergal-šar-usur nasljeđuje Amel-Marduka kao kralj Babilonije.
- Pizistrat zauzima Akropolu u Ateni i proglašava se tiranom. Zbačen je iste godine.
- (procjena) – Izrađen je Moskofor s Atenske akropole.
- 560/561. pr. Kr. – Krez postaje kraljem Lidije.